# Soeman Hasibuan

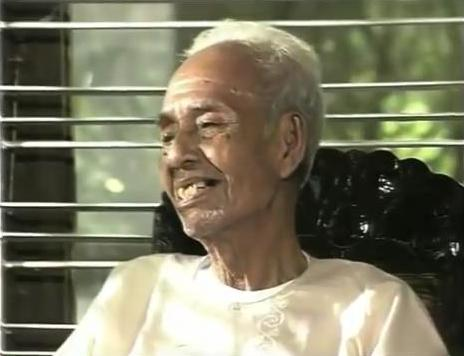
Soeman Hs, 1994

Soeman Hasibuan, znany bardziej pod swym pisarskim pseudonimem Soeman Hs (Soeman H.S. lub Suman Hs; ur. 4 kwietnia 1904 w Bengkalis, w prow. Riau w Holenderskich Indiach Wschodnich, zm. 8 maja 1999 w Pekanbaru, w prow. Riau w Indonezji) – indonezyjski pisarz i poeta.
Uznawany za pioniera powieści kryminalnej i autora opowiadań w literaturze indonezyjskiej.

## Zarys biograficzny i kariera pisarska

Biblioteka im. Soemana H.S., 2010

Korzenie jego przodków wywodzą się z Tapanuli na Sumatrze. Soeman chciał zostać nauczycielem i pisarzem. Po ukończeniu szkoły dla nauczycieli w 1923 zaczął pracować jako nauczyciel języka malajskiego.
Jeszcze w tym samym roku, krótko po ukończeniu studiów, rozpoczął swoją karierę pisarską. Pierwsza jego powieść pt. Kasih Tak Terlarai (mal. Nieodwzajemniona miłość – książka o młodym sierocie, który ucieka z ukochaną, ale musi po powrocie do domu ponownie w przebraniu wyjść za nią za mąż) została opublikowana w 1929 roku.
Prace Soemana były często wykorzystywane do nauczania literatury malajskiej dla uczniów szkół gimnazjalnych i starszych, zwłaszcza w Riau, gdzie w latach siedemdziesiątych były dystrybuowane przez władze prowincji. Jedno z opowiadań Soemana Papan Reklame (mal. Billboardy) zostało zamieszczone w zbiorze tekstów do nauki języka przeznaczonych dla studentów zagranicznych uczących się języka malajskiego używanego w Indonezji (tzw. bahasa Indonesia).
W 2008 roku jego imieniem została nazwana biblioteka w Pekanbaru.

## Ważniejsze prace

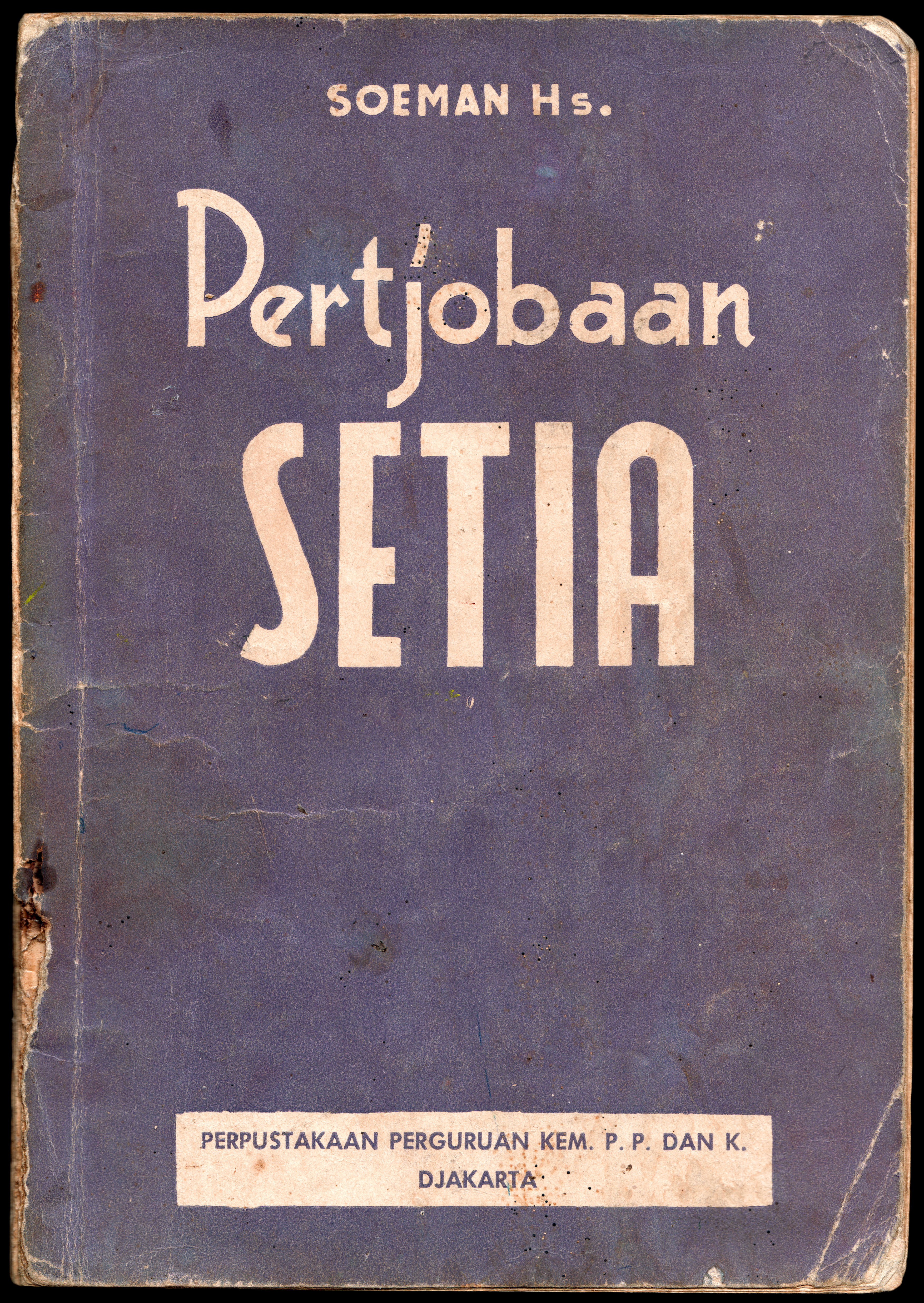
Okładka powieści Pertjobaan Setia, wyd. II z 1955

- Kasih Tak Terlarai (powieść, 1929)
- Pertjobaan Setia (powieść, 1931)
- Mentjahari Pentjoeri Anak Perawan (powieść, 1932)
- Kasih Tersesat (powieść, 1932)
- Teboesan Darah (powieść, 1939)
- Kawan Bergeloet (zbiór opowiadań, 1941)